# Tvář (časopis)
Tvář byl literární a kritický časopis mladší generace spisovatelů, který vycházel v letech 1964–1965 a 1968–1969. Na rozdíl od předchozích časopisů pro mladé autory Květen a Plamen se nehlásil k marxistické ideologii. Ačkoli vycházel jen krátkou dobu, měl velký význam pro formování mladší generace spisovatelů, kritiků i společenských vědců.
Název se odvolával na báseň Františka Halase „Tvář“ a programem byla neideologická poezie a literatura. Šéfredaktorem byl v roce 1964 František Vinant, od roku 1965 Jan Nedvěd. Mezi první autory Tváře patřili Jiří Gruša, Petr Kabeš, Jan Lopatka, Jiří Pištora, později Bohumil Doležal, Václav Havel, Zbyněk Hejda, Věra Linhartová, Emanuel Mandler, Jan Nedvěd, Jiří Němec a další. Kromě původních textů básnických, prozaických i odborných otiskovala Tvář i překlady, recenze atd.
Velký výbor z textů otištěných v Tváři vyšel roku 1995 v nakladatelství Torst.